# ABM Galaxy FC
El ABM Galaxy FC es un equipo de fútbol de Vanuatu que juega en la Liga de Fútbol de Port Vila.

## Historia
Fue fundado en 2014 en la capital Port Vila, debutando en la Segunda División de Port Vila, la cual ganó y logró el ascenso a la Primera División de Port Vila.
En 2016 participa por primera vez en la Copa de Port Vila donde llega hasta las semifinales, y en la siguiente temporada es campeón y logra el ascenso a la Liga de Fútbol de Port Vila para la temporada 2018/19.
En su primera temporada en la liga logra la clasificación a la fase final venciendo al Tafea FC y con ello logra clasificar a la Liga de Campeones de la OFC 2020, la que es su primera participación en una competición internacional.

## Palmarés
- Primera División de Vanuatu: 2

2020, 2021
- Port Vila Premier League: 1

2018–19
- Port Vila First Division: 1

2017–18
- Port Vila Second Division: 1

2014–15